# Harald Bjerke
Harald Borgen Bjerke, född 4 mars 1860 i Kristiania (nuvarande Oslo), död 1 april 1926, var en norsk ingenjör och industriman.
Bjerke genomgick Kristiania tekniske skole, var 1885–95 direktör för Kristiania Hesteskosømfabrik i Bergedorf, 1895–1912 för en större trävaruhandel, Mandalsgadens Høvleri i Kristiania och blev 1911 som direktör för den kommersiella och industriella avdelningen av Norsk hydro-elektrisk Kvælstofaktieselskab knuten till Norges största industriföretag, som bland annat disponerade över de väldiga salpeterverken i Notodden och i Saaheim vid Rjukan. 
Bjerke var bland annat ordförande i 1906 års departementala järnvägskommitté, ledamot av 1911 års godstaxekommission, av Kristiania hamnstyrelse, av planeringskommittén för Østbanestasjonen, överstyrelsen för Norges Oplysningskontor for Næringsvejene, Rigsforsikringsanstaltens appellkommission och Kristiania handelsrätt. Han var 1910–12 ordförande i Norsk Arbeidsgiverforening och från 1913 ordförande i Fellesforeningen for Håndverk og Industri, från 1910 tillika i dess på hans initiativ inrättade avdelning för exportindustri.